# Kantatie 76
La Kantatie 76 (in svedese Stamväg 76) è una strada principale finlandese. Ha inizio a Sotkamo e si dirige verso est, dove si conclude dopo 75 km nei pressi di Kuhmo.

## Percorso
La Kantatie 76 attraversa esclusivamente i comuni di partenza e di arrivo.